# Faccia a faccia (film 2000)
Faccia a faccia (The Kid) è un film commedia/fantastico statunitense del 2000 diretto da Jon Turteltaub e interpretato da Bruce Willis, Spencer Breslin ed Emily Mortimer.

## Trama
Russ Duritz è un ricco consulente d'immagine per persone importanti, ha praticamente tutto dalla vita: ricchezza, carriera e una dolce assistente che lo sopporta e che è innamorata di lui (anche lui pare nutrire un certo interesse per lei, anche se non lo esterna); ciononostante si sente insoddisfatto. Un giorno trova sulla soglia di casa il suo vecchio aeroplanino giocattolo e subito dopo trova un bambino in casa: Rusty, un bambino di 8 anni grassottello ed imbranato, che non sa come è arrivato lì e vorrebbe tornare a casa. Dopo lo sconcerto iniziale i due capiscono che il bambino non è altri che Russ da piccolo. Russ crede di star impazzendo e si rivolge anche ad una psicologa nel vano tentativo di avere dei medicinali per smettere di avere le visioni. I due cominciano una convivenza forzata ed entrambi non sono soddisfatti l'uno dell'altro: a Rusty non piace il suo futuro in cui non ha nessuna delle cose che riteneva importanti cioè una moglie e un cane di nome Chester, inoltre non è diventato un pilota d'aerei e, per quanto riguarda il suo futuro lavoro, capisce che lui da grande "insegna agli altri a mentire su chi sono veramente"; a Russ invece il bambino ricorda la sua infanzia infelice di bambino che veniva preso in giro dagli altri perché grasso e timido, via via verranno fuori i veri motivi per cui Russ non vuole pensare alla sua infanzia: la madre aveva una grave malattia mentre con il padre non andava d'accordo, anzi ne era impaurito. Ma usciranno fuori anche i lati positivi del piccolo: la sua dolcezza e il suo amore per gli animali, come i cani, soprattutto in difficoltà.
Russ intanto è alle prese con la rottura con la sua assistente, indispettita perché il suo capo ha rilanciato l'immagine pubblica di un milionario disonesto che dopo aver promesso una donazione per un ospedale pediatrico se ne era tirato indietro, mentre cerca di convincere il suo nuovo cliente, un genio informatico piuttosto incolto e rude che deve apparire sulla copertina del Times, ad affidarsi completamente ai suoi consigli.
Russ inizia a credere di aver incontrato Rusty per insegnargli a farsi rispettare dagli altri e a reagire ai bulletti della scuola, ma l'incontro con un'amica, a cui all'inizio del film aveva dato degli ottimi consigli per migliorare il suo look, gli fa capire che è non è lui che deve insegnare qualcosa al piccolo, ma viceversa è il bambino che è lì perché lui impari qualcosa e faccia pace con il passato.
Russ mentre è in auto con il bambino scorge un aeroplano che vola a bassa quota e nota che è troppo simile al suo giocattolo per essere una coincidenza, seguendolo dentro un tunnel i due sbucano nell'anno da cui è arrivato Rusty. Russ accompagna il bambino a scuola e capisce che giorno sia: è il suo ottavo compleanno. Russ ripercorre così quella giornata che ricorda vagamente essere stata molto dura, ma via via comincia a ricordare. Nel tempo libero a scuola curava un cagnolino randagio zoppo, e i bulli della scuola per dispetto decisero di fargli del male proprio davanti a Rusty, dopo averlo picchiato. Il bambino però ora sa come difendersi e picchia i bulli. Anche se questo dettaglio è cambiato (cioè lui ha picchiato i bulli e non viceversa), Russ è costretto a rivivere il vero dolore di quel giorno: a causa della rissa sua madre è dovuta uscire di casa e andarlo a prendere nonostante sia stato diagnosticato un cancro terminale, e suo padre si dispera perché sa che la madre non dovrebbe uscire, in più a casa viene sgridato in modo molto brusco e rabbioso dal padre, al punto che il padre gli dice bruscamente di smettere di piangere, mentre gli strofinò dolorosamente le lacrime dagli occhi, e poi gli dice di crescere più in fretta, il che fa sì che Rusty sviluppi una spasmi oculari fino all’età adulta, e gli fa capire perché è rimasto così emotivamente segnato. Qui Russ, con la consapevolezza di adulto, nota la disperazione del padre che sa che suo moglie morirà prima del prossimo compleanno di Rusty e si rende conto che suo padre aveva semplicemente paura della prospettiva di doverlo crescere da solo. Russ porta Rusty a prendere un gelato alla tavola calda del piccolo aeroporto locale, il loro posto preferito. Russ e il suo io più giovane si rendono conto che non sembrano aver cambiato nulla vincendo il combattimento, dato che sua madre è stata costretta a lasciare la casa per andarlo a prendere, cosa che ha mandato suo padre su tutte le furie, e che questo è successo sia nella linea temporale originale dove ha perso il combattimento, sia nella nuova linea temporale dove è riuscito a vincere. Quindi Russ sarebbe diventato la persona che è oggi indipendentemente dal risultato del combattimento stesso. E qui vedono atterrare un aeroplano da cui scende una versione di Russ più vecchia, ha circa 60 anni, accompagnato da un cane adulto e i due riescono a scorgere sua moglie seduta nell'aereo. Il vecchio Russ svela di essere stato lui a mettere l'aeroplano giocattolo sulla porta di Russ e di aver dato il via a tutto per poterlo mettere sulla giusta strada.
Russ si ritrova nel suo tempo e dopo aver fatto pace con il padre, lo vediamo bussare alla porta della donna che ama, l'assistente, con in braccio un cucciolo di cane.

## Distribuzione
Il titolo con cui la Walt Disney pubblicizzò e fece uscire il film fu in realtà Disney's The Kid; questo per evitare confusioni o paragoni sproporzionati e involontari con il film di Charlie Chaplin del 1921, Il monello, in inglese appunto The Kid.

## Riconoscimenti
- 2001 - Saturn Award
  - Nomination Miglior attore emergente a Spencer Breslin
- 2001 - Young Artist Awards
  - Miglior attore giovane 10 anni o meno a Spencer Breslin
  - Nomination Miglior film commedia per la famiglia